# 非電離放射線

非電離放射線の標識

非電離放射線（ひでんりほうしゃせん、Non-ionizing radiation:NIR）とは、電離放射線以外の放射線のことである。
非電離放射線は、原子や分子を電離させる（原子や分子から電子をクーロン力による束縛が及ばない距離まで引き剥がす）ための十分なエネルギーを持たない。
国際放射線防護委員会では、「物質との相互作用の主要モードが電離でない所の放射線」と定義し、電子ボルト単位でエネルギーが10eV以下(波長では100nm以上)の近紫外線から低周波領域の電磁波である。国際非電離放射線防護委員会(ICNIRP)の定義では電磁界も非電離放射線に含める。
通常、非電離放射線は物体を通過しても荷電イオンは生成せず、励起状態、つまり電子、振動、回転などの量子状態をより高いエネルギー準位に遷移させるだけのエネルギーしか持たない。一方、ガンマ線、X線などの電離放射線は原子や分子を電離するのに十分なイオン化エネルギーを持つ。しかし、イオン化エネルギーの低い分子があった場合には、比較的に短波長の電磁波である紫外線や可視光でも電離できるケースもあるため、非電離の境界となる電磁波の波長が厳密にあるわけではない。
非電離放射線に分類される電磁波として近紫外線、可視光、赤外線、マイクロ波、また低周波が挙げられる。可視光および近紫外線は物質に対し電離（光化学反応）を起こすと同時にラジカル反応を促進させる。ワニスの老化や、感光によるビニールの劣化などもこれらの反応が原因である。太陽から地球に降り注いでいる光線の大半が非電離放射線であるが、一部の紫外線という重大な例外が存在する。しかし殆どが地球の大気中で吸収されるため地上には届きにくい。なお、静電磁場では電離は発生しない。近年では電磁界を含めた非電離放射線に対する生物学的影響が研究されている。

## 健康被害
非電離放射線は生体組織内で熱エネルギーを発生させ火傷を引き起すなどの非突然変異効果をもたらす。
生物学的影響に基づくとスペクトラムの非電離放射領域は以下のように分けられる。
1. 光放射領域。電子が励起される（可視光、赤外領域）。
2. 人体よりも波長が短い領域。誘導電流による発熱を伴う（マイクロ波及び高周波）。
3. 人体よりも波長が長い領域。誘導電流による発熱はほとんど起こらない（低周波、電力低周波、静電磁場）[6]。

これらのことから、波長が短いほど急激な反応が起こると考えることができる。
| [ 7 ]            | 起源                                                                                       | 波長            | 周波数            | 生物学的影響                                                         |
| ---------------- | ------------------------------------------------------------------------------------------ | --------------- | ----------------- | -------------------------------------------------------------------- |
| 近紫外線（UV-A） | ブラックライト、太陽光線                                                                   | 315–400 nm      | 750–950 THz       | 目 – 光化学効果による白内障; 皮膚 – 日焼け                           |
| 可視光           | レーザー、太陽光線、火、LED、電球                                                          | 400–780 nm      | 385–750 THz       | 肌の老化; 目 – 光化学および熱による網膜の損傷                        |
| 赤外線-A         | レーザー、リモコン                                                                         | 780 nm – 1.4 µm | 215–385 THz       | 目 - 熱による網膜の損傷、熱による白内障; 皮膚 - 火傷                 |
| 赤外線-B         | レーザー、長距離通信                                                                       | 1.4–3 µm        | 100–215 THz       | 目 – 角膜の損傷、白内障; 皮膚火傷                                    |
| 赤外線-C         | 遠赤外線レーザー                                                                           | 3 µm – 1 mm     | 300 GHz – 100 THz | 目 – 角膜の損傷、白内障; 体表面の加熱                                |
| マイクロ波       | PCS電話、携帯電話（一部除く）、電子レンジ、コードレスフォン、動作感知装置、レーダー、Wi-Fi | 1 mm – 33 cm    | 1–300 GHz         | 生体組織の加熱                                                       |
| 高周波           | 携帯電話、テレビ、FM、AM、短波、CB無線、コードレスフォン                                   | 33 cm – 3 km    | 100 kHz – 1 GHz   | 生体組織の加熱、体温の上昇                                           |
| 低周波           | 送電線                                                                                     | >3 km           | <100 kHz          | 体表面の電荷の蓄積; 神経や筋肉の反応の阻害                           |
| 静電磁場         | 強力な磁石、MRI                                                                            | 無限大          | 0 Hz              | 磁力による影響 – めまい、吐き気; 電解による影響 – 体表面の電荷の蓄積 |

## 紫外線放射
紫外線は波長の長い順にそれぞれ近紫外線、中紫外線、遠紫外線に分類されるが、非電離性を持つのは近紫外線である。皮膚が紫外線を受けると日焼けとなり、また目が長期間さらされると白内障の原因となる。紫外線は発癌因となる可能性があるダメージを細胞に与える遊離基を発生させる。紫外線はしばしばメラニン細胞からメラニンを生成して日焼けを引き起こす。紫外線放射によって引き起こされるラジカル反応により、皮膚上にはビタミンDが作りだされる。

## 可視光および赤外線レーザー
可視光は人体へほとんど影響を及ぼさない。強い光は目に不快な刺激を与える。可視光レーザーはたとえ弱い出力であっても、目に重大なダメージを与える。極めて強い可視光は光脱毛に利用される。